# 6190 Rennes
6190 Rennes eller 1989 TJ1 är en asteroid i huvudbältet som upptäcktes den 8 oktober 1989 av den japanska astronomen Masahiro Koishikawa vid Ayashi-observatoriet i Japan. Den är uppkallad efter den franska staden Rennes.
Asteroiden har en diameter på ungefär 9 kilometer.